# Страхил-Войвода
Страхил-Войвода (болг. Страхил войвода) — село в Болгарии. Находится в Кырджалийской области, входит в общину Кырджали. Население составляет 103 человека.

## Политическая ситуация
В местном кметстве Конево, в состав которого входит Страхил-Войвода, должность кмета (старосты) исполняет Ахмед Мюмюн Али (Движение за права и свободы (ДПС)) по результатам выборов правления кметства.
Кмет (мэр) общины Кырджали — Хасан Азис (Движение за права и свободы (ДПС)) по результатам выборов в правление общины.